# Moapa coriacea
Moapa coriacea è un pesce d'acqua dolce appartenente alla famiglia Cyprinidae, unica specie del genere Moapa.

## Etimologia
L'etimologia del nome scientifico del genere è molto semplice: Moapa è anche il nome del fiume e della valle dove questi pesci sono stati scoperti.

## Distribuzione e habitat
Questa specie è endemica della Contea di Clark, in Nevada, dove abita le sorgenti e le piccole polle del fiume Moapa, con fondo sabbioso e fangoso. 

È soggetto a forti fluttuazioni di popolazione: varia da raro a comune in un raggio di distanza estremamente limitato.

## Descrizione
M. coriacea è un pesce allungato e snello, dalla tipica forma cipriniforme
Raggiunge una lunghezza massima di 9 cm.

## Riproduzione
La fecondazione è esterna: dopo la deposizione delle uova non vi sono cure parentali.

## Pericolo di estinzione
M. coriacea è stata inserita nella IUCN Red List con livello di minaccia critica a causa del suo ristretto habitat.